# شهرستان پایک (کنتاکی)
شهرستان پایک، کنتاکی (به انگلیسی: Pike County, Kentucky) یک سکونتگاه مسکونی در ایالات متحده آمریکا است که در کنتاکی واقع شده‌است.